# Bay View (Míchigan)
Bay View es un lugar designado por el censo ubicado en el condado de Emmet en el estado estadounidense de Míchigan. En el Censo de 2010 tenía una población de 133 habitantes y una densidad poblacional de 137,3 personas por km².

## Geografía
Bay View se encuentra ubicado en las coordenadas 45°23′9″N 84°55′46″O / 45.38583, -84.92944. Según la Oficina del Censo de los Estados Unidos, Bay View tiene una superficie total de 0.97 km², de la cual 0.97 km² corresponden a tierra firme y (0%) 0 km² es agua.

## Demografía
Según el censo de 2010, había 133 personas residiendo en Bay View. La densidad de población era de 137,3 hab./km². De los 133 habitantes, Bay View estaba compuesto por el 98.5% blancos, el 0% eran afroamericanos, el 0.75% eran amerindios, el 0% eran asiáticos, el 0% eran isleños del Pacífico, el 0% eran de otras razas y el 0.75% pertenecían a dos o más razas. Del total de la población el 0% eran hispanos o latinos de cualquier raza.